# District de Junshan
Le district de Junshan (君山区 ; pinyin : Jūnshān Qū) est une subdivision administrative de la province du Hunan en Chine. Il est placé sous la juridiction de la ville-préfecture de Yueyang.